# ГЕС Dàgǎngshān
ГЕС Dàgǎngshān (大岗山水电站) — гідроелектростанція у центральній частині Китаю в провінції Сичуань. Знаходячись між ГЕС Лудінг (вище по течії) та ГЕС Lóngtóushí, входить до складу каскаду на річці Дадухе, правій притоці Міньцзян (великий лівий доплив Янцзи).
В межах проекту річку перекрили бетонною арковою греблею висотою 210 метрів, довжиною 622 метра та шириною від 10 (по гребеню) до 52 (по основі) метрів. Вона утримує водосховище з об'ємом 742 млн м3 (корисний об'єм 117 млн м3), в якому припустиме коливання рівня поверхні у операційному режимі між позначками 1120 та 1130 метрів НРМ.  
Пригреблевий машинний зал обладнали чотирма турбінами типу Френсіс потужністю по 650 МВт, котрі використовують напір до 178 метрів та забезпечують виробництво 11 млрд млн кВт-год електроенергії на рік.
Під час спорудження комплексу використали 3,8 млн м3 бетону та провели виїмку 5,1 млн м3 породи.